# チトセピア
チトセピアは、長崎県長崎市千歳町にある複合商業施設。公民館や多目的ホール、図書館等の公共施設を併設している。愛称は「チトピー」。

## 概要
長崎市千歳町の商業地区における商業近代化を目的とした市街地再開発事業「千歳地区市街地再開発事業」により、長崎県住宅供給公社所有の賃貸住宅9棟と隣接する店舗を撤去し建設された。1991年11月に開業。商業床の核店舗としてイオンチトセピア店が入居するほか、長崎市役所西浦上地域センター、長崎市北公民館、チトセピアホール等の公共施設を併設する。

## 沿革
- 1987年（昭和62年）
  - 3月26日 - 長崎市都市計画審議会が「長崎市都市計画事業 千歳地区市街地再開発事業」を賛成多数で承認し、当時の本島等長崎市長に答申。
  - 5月8日 - 同事業が長崎県都市計画審議会で承認。
- 1988年（昭和63年）
  - 1月6日 - 千歳地区市街地再開発組合が当時の高田勇長崎県知事より認可を受け、認可書が交付される。
  - 11月 - 賃貸アパート9棟と隣接の店舗の撤去を開始。
- 1989年（平成元年）1月25日 - 建設工事に着手。
- 1991年（平成3年）11月 - 竣工、開業。
- 2015年9月1日 - ダイエーチトセピア店の営業権がイオン九州に譲渡され「イオンチトセピア店」に名称変更[1]。

## 施設
施設概要
- 敷地面積 - 21,800m2
- 延床面積 - 55,000m2
- 規模 - 地下1階地上13階

### 主なテナント等
公共施設
- 長崎市北公民館
- 長崎市役所西浦上地域センター
- 図書室
- チトセピアホール

商業施設
- イオンチトセピア店（ダイエー時代の店番号は0523）
- ミスタードーナツ
- ハニーズ
- メガネの愛眼
- ジュエリーマキ
- ネムール丸亀（寝具・枕専門店/大阪西川チェーン・東京西川チェーン）
- くさの書店
- ハースブラウン（Hearth Brown, パン屋）
- みの屋（うどん・そば）
- ピエトロ（イタリアンレストラン）

その他
- 十八親和銀行チトセピア支店
- 長崎住吉郵便局
- 保険見直し本舗

### かつて存在したテナント
- アシーネ（CD・DVDショップ）
- おもちゃのあおき
- 田中食品（鮮魚・精肉・惣菜）
- クレープハウス ユニ
- suzutan（衣料品）
- 靴下屋（靴下・小物）
- PAPA'S MAMA'S（衣料品）
- vie de france （パン）
- サンリオ（雑貨）

## 交通アクセス
鉄道
- JR九州 西浦上駅から徒歩10分。
- 長崎電気軌道「千歳町電停」下車後徒歩3分、「昭和町通り電停」（赤迫行きのみ）下車後徒歩5分。

バス
- 長崎バス・県営バス 「住吉」バス停

## 周辺
- 浦上警察署若葉交番
- 長崎銀行千歳支店
- 十八親和銀行住吉支店・住吉中央支店（住吉支店内に住吉中央支店が入居するブランチインブランチ店舗）
- 住吉中央公園
- 住吉市場

## 参考資料
- 市制百年 長崎年表（長崎市役所、1989年（平成元年）4月1日）